# James Henry (plongeur)
James Henry, né le 4 septembre 1948 à San Antonio, est un plongeur américain.

## Palmarès

### Jeux olympiques
- Mexico 1968
  -  Médaille de bronze en tremplin 3 mètres[1].